# Río Escondido, Durango
Río Escondido är en ort i Mexiko.   Den ligger i kommunen Durango och delstaten Durango, i den centrala delen av landet, 700 km nordväst om huvudstaden Mexico City. Río Escondido ligger 1 931 meter över havet och antalet invånare är 563.
Terrängen runt Río Escondido är kuperad åt sydväst, men åt nordost är den platt. Runt Río Escondido är det ganska tätbefolkat, med 60 invånare per kvadratkilometer. Närmaste större samhälle är Victoria de Durango, 15,4 km norr om Río Escondido. Trakten runt Río Escondido består i huvudsak av gräsmarker.